# Trem ligeiro de Hanôver
O trem ligeiro de Hanôver é um sistema de trem ligeiro que serve a cidade alemã de Hanôver.